# Gert K
Gert K er en fiktiv figur opfundet til det satiriske radio- og tv-program Gramsespektrum af showets skabere Simon Bonde og Peder Pedersen.
Gert K startede karrieren i 1995 under navnet Word-Ski Love, men skiftede i 1997 navn til Gert K, da han begyndte at rappe på dansk.
Gert K og hans homie Mads samplede blandt andet en af Anne Linnets sange og brugte det i deres "1000kr", med det omkvædet "Alting kan gå i tu – ahr yeah, du skylder mig 1000 kroner", som resultat. Niller og Sune fra fiskebutikken bliver likvideret af Gert K og Mads, da de ikke betaler de 1000 kroner, de skylder Gert K.
Også One-Twos "Midt i en Drøm" blev samplet til en melankolsk hiphop ballade, hvori Gert K mindes en pige, der flyttede væk fra hans folkeskoleklasse.
Sangen "Mange Penge" handler om de tusind, trilliarder, trillioner, billioner, milliarder kroner Gert K har stående på sin børneopsparing i banken.
Ifølge Gert K går grænsen for, hvornår man er en rigtig hiphopper, ved indgangen til Burger King.